# Роздзелєць
Роздзелєць (пол. Rozdzielec) — гірський потік в Польщі, у Бохеннському й Лімановському повіті Малопольського воєводства. Ліва притока Лососіни, (басейн Балтійського моря).

## Опис
Довжина потоку приблизно 7 км, падіння потоку 51  м, похил потоку 7,29 м/км. Формується гірськими потоками та тече у Бескиді Вишпови.

## Розташування
Бере початок на висоті 460 м над рівнем моря у селі Роздзеле (гміна Жеґоцина). Тече переважно на південний схід через Камйонку-Малу і на висоті 309 м над рівнем моря впадає у річку Лососіну, ліву притоку Дунайця.

## Цікаві факти
- Понад верхів'єм потоку пролягають туристичні шляхи, яки на мапі туристичній значаться кольором: синім (Посербецька (764 м) — Камйонна (801 м) — Роздзеле — Лопушне Західне (658 м) — Лопушне Середнє (583 м) — Лопушне Східне (600 м); жовтим (Лопушне Східне (600 м) — Кобила (605 м) —Копець (585 м) — Рогожова (531 м).[2]